# Euphorbia fwambensis
Euphorbia fwambensis là một loài thực vật có hoa trong họ Đại kích. Loài này được (N.E.Br.) Bruyns mô tả khoa học đầu tiên năm 2006.